# Mashrabiya

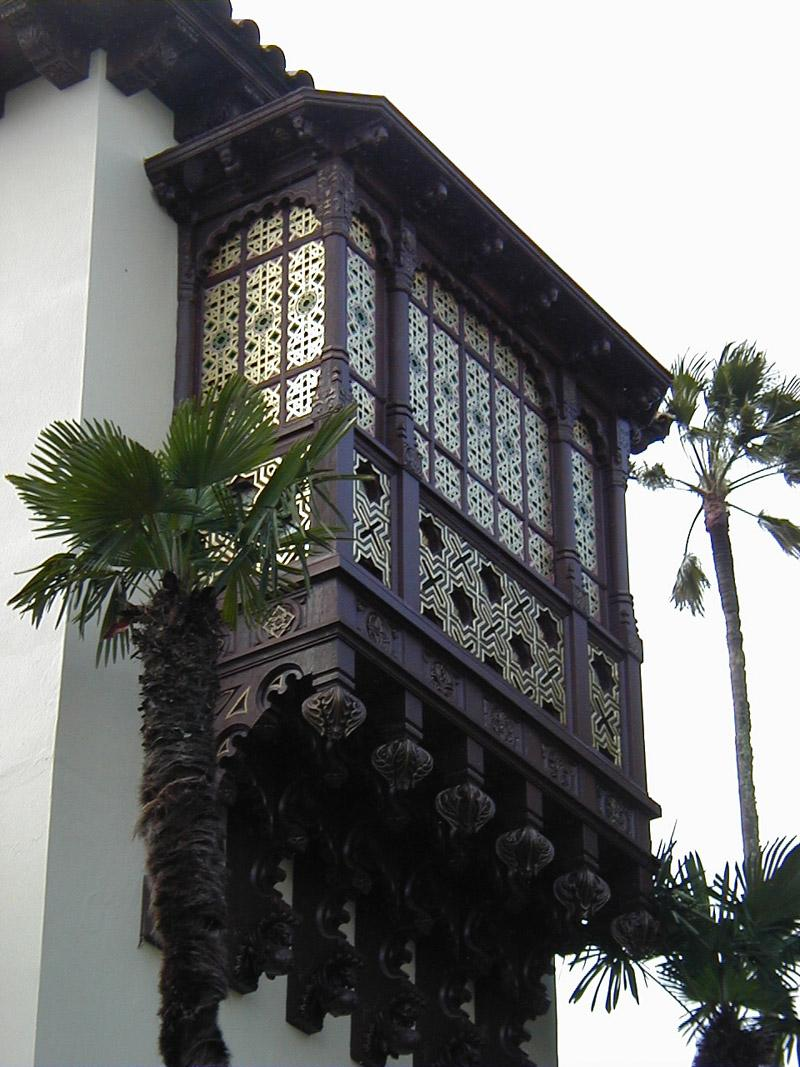
Mashrabiya de estilo egipcio.

Una mashrabiya, también llamada shanshūl (شنشول) o rūshān (روشان), es un elemento arquitectónico característico de las residencias tradicionales árabes. Es un tipo de ventana mirador proyectada al exterior cerrada con celosías y localizada en el segundo piso de un edificio o más alto, a menudo revestidas con pequeños vitrales. La mashrabiya es un elemento de la arquitectura árabe tradicional utilizada desde la Edad Media hasta mediados del siglo XX. Es más generalmente utilizada en el lado de la calle del edificio; sin embargo, también podía ser utilizada internamente en el lado del sahn (patio interior) . El estilo es informalmente conocido en inglés como harem window (en español, "ventana de harén").

## Etimología
Mashrabiya deriva de la raíz triliteral Š-R-B, la cual generalmente denota beber o absorber. Hay dos teorías para su nombre:
La teoría más común es que el término se deriva de la palabra árabe, sharaba (que significa beber) porque el espacio se utilizaba para una balda de madera pequeña donde los cántaros de agua se almacenaban. El estante estaba cerrado por paneles de madera y ubicado en la ventana para mantener el agua fresca. Más tarde, esta alacena evolucionó hasta que se convirtió de parte de la habitación a todo el recinto y retuvo el nombre a pesar del cambio radical en el uso.
La teoría menos común es que el nombre era originalmente mashrafiya, derivado del verbo shrafa, que significa pasar por alto u observar. Con los siglos, el nombre cambió lentamente debido al cambio de sonido y la influencia de otras lenguas.
En algunas partes del mundo árabe, una mashrabiya puede ser conocida como tarima, rūshān o shanasheel.

## Historia

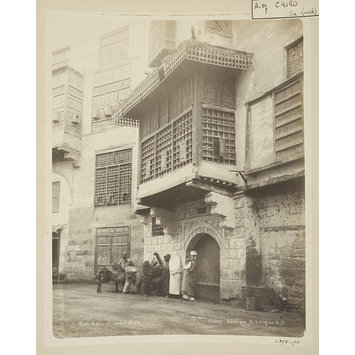
Bayt al-Razzaz, El Cairo a finales del.

La fecha de su origen es desconocida; sin embargo, la evidencia más temprana de la presencia de la mashrabiya en su forma actual se remonta al siglo XII en Bagdad, durante el periodo abasí. Las mashrabiyas que todavía se conservan en ciudades árabes se construyeron en su mayoría a finales del siglo XIX y primeros años del siglo XX, pero algunas mashrabiyas tienen de trescientos a cuatrocientos años. Un ejemplo conservado de residencia antigua que incorpora mashrabiyas es la Bayt al-Razzaz, una mansión de dos pisos que data de la época mameluca en El Cairo.
En Irak durante los años 1920 y 1930, los diseños de las celosías fueron influenciados por el art déco y el Art Nouveau de la época.
Las mashrabiyas, junto con otras características distintivas de la arquitectura tradicional árabe, fueron demolidas como parte de un programa de modernización que afectó al mundo árabe durante las décadas centrales del siglo XX al adoptar masivamente la arquitectura internacional occidental. En Bagdad, los miembros de la comunidad artística temieron que la arquitectura popular se perdería permanentemente y dieron pasos para preservarla. El arquitecto, Rifat Chadirji y su padre, Kamil, fotografiaron estructuras y monumentos por todo Irak y la región saudí, y publicaron un libro de fotografías. La artista y educadora, Lorna Selim, dibujó estos edificios con sus decorativas mashrabiyas, y llevó a sus alumnos del instituto de Arquitectura de Bagdad a los callejones y frentes ante el río de la zona antigua para que dibujaran esas estructuras populares y apreciaran su importancia. Tales iniciativas han contribuido a un interés renovado en las prácticas tradicionales como un medio para construir residencias sostenibles en condiciones climáticas duras.

## Construcción

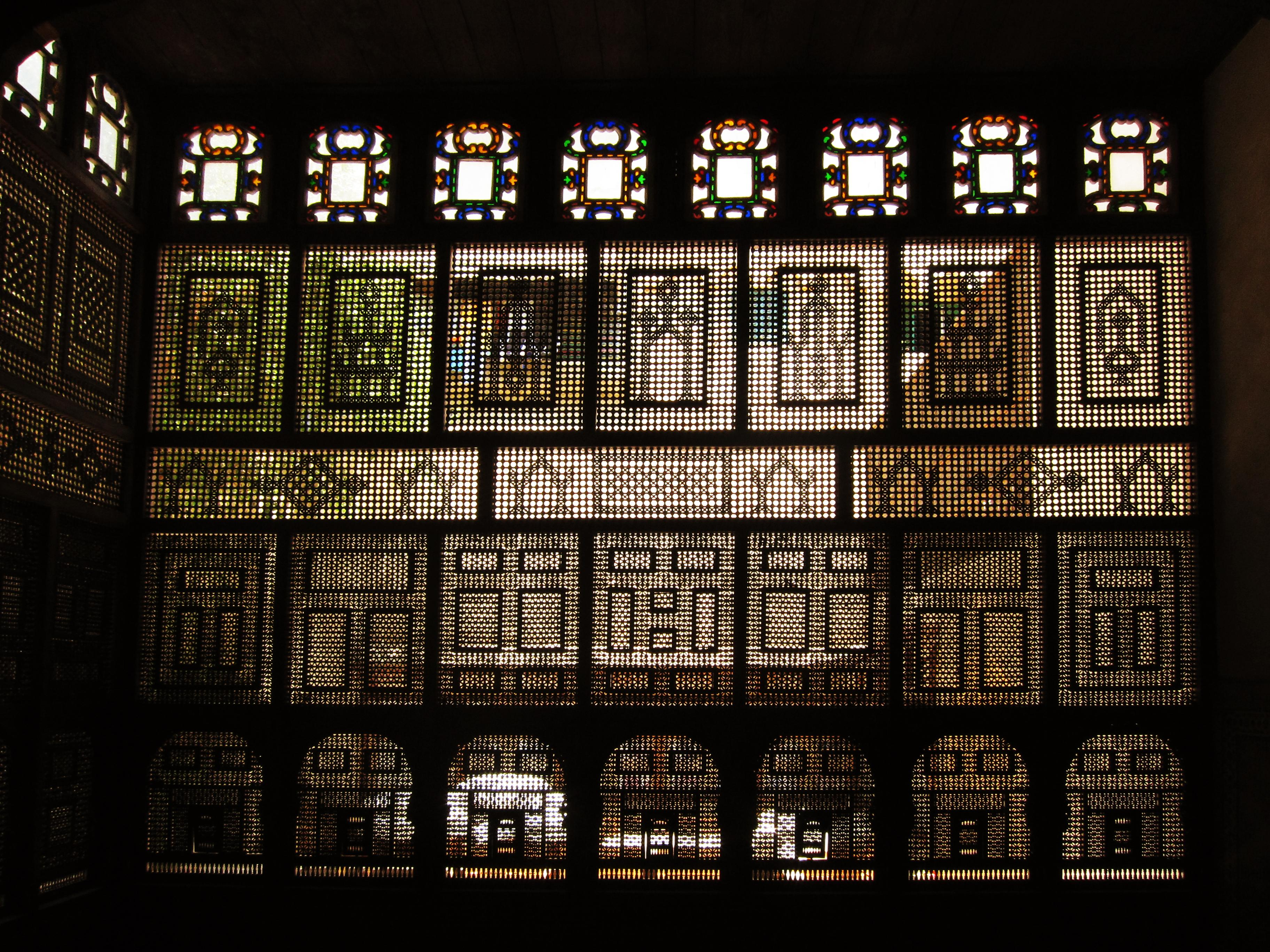
Mashrabiya en El Cairo fotografiada desde su interior.

Tradicionalmente, las casas eran construidas en adobe, ladrillo o piedra o una combinación. Las casas de madera no son populares en el mundo árabe y casi nunca se encuentran. Las alturas en el entorno urbano variaban de dos a cinco pisos (aunque las casas yemeníes tradicionales pueden llegar hasta los siete pisos) con las mashrabiyas en el segundo nivel y más. Los techos normalmente se construían con vigas de madera con las áreas entre ellas rellenadas con ladrillo en un estilo semiabovedado. Estas vigas se extendían sobre la calle, ampliando el suelo del piso superior. Este sobresaliente del piso superior era cerrado con celosías y techado en madera. La proyección es en voladizo y no soporta el peso de los materiales de construcción tradicionales.
Hay diferentes tipos de mashrabiyas, y los diseños de las celosías difieren de una región a otra. La mayoría de mashrabiyas estaban cerradas con celosías con vidrios y parte de la mashrabiya estaba diseñada para ser abierta como una ventana, a menudo ventanas correderas para ahorrar espacio; en este caso el área contenida es parte de las habitaciones del piso superior, ampliando la superficie del piso. Algunas mashrabiyas eran abiertas y no cerradas con celosías; estas mashrabiyas funcionaban como balcón y el espacio contenido era independiente de las habitaciones del piso superior y se accedía a ella desde habitaciones anexas con ventanas. A veces la carpintería se reducía haciendo que la mashrabiya pareciera un balcón con techo; este tipo de mashrabiya era principalmente utilizada si la fachada de la casa daba a un paisaje abierto como un río, un acantilado o sencillamente una granja, en lugar de otras casas.

## Incidencia
Las mashrabiyas se emplearon principalmente en casas y palacios aunque a veces también en edificios públicos como hospitales, posadas, escuelas y edificios de gobierno. Suelen ser asociadas a las casas acomodadas de la élite urbana. Se encuentran principalmente en el Mashriq, la parte oriental del mundo árabe, pero algunos tipos de ventanas similares también se encuentran en el Magreb (la parte occidental del mundo árabe). Eran muy frecuentes en Irak, Irán, el Levante, Hiyaz y Egipto. En Basora, donde son conocidas como shanasheel (o shanashil) eran tan comunes que a menudo era denominada "la ciudad de los shanashil." Unos 400 edificios tradicionales todavía se conservan en Basora.
En Malta las mashrabiyas son bastante comunes, especialmente en cascos urbanos densos. Son normalmente de madera y vidrio, pero hay también variaciones hechas de piedra o modernamente aluminio. Posiblemente se originaron alrededor del siglo X durante la ocupación árabe de la isla, pero la palabra moderna para ella en lengua maltesa es "gallarija", la cual es de origen itálico. Reconocidas como los predecesores del icónico balcón cerrado maltés, o "gallarija", en 2016 las autoridades maltesas planificaron un total de 36 antiguas mashrabiyas como propiedades protegidas de grado 2.

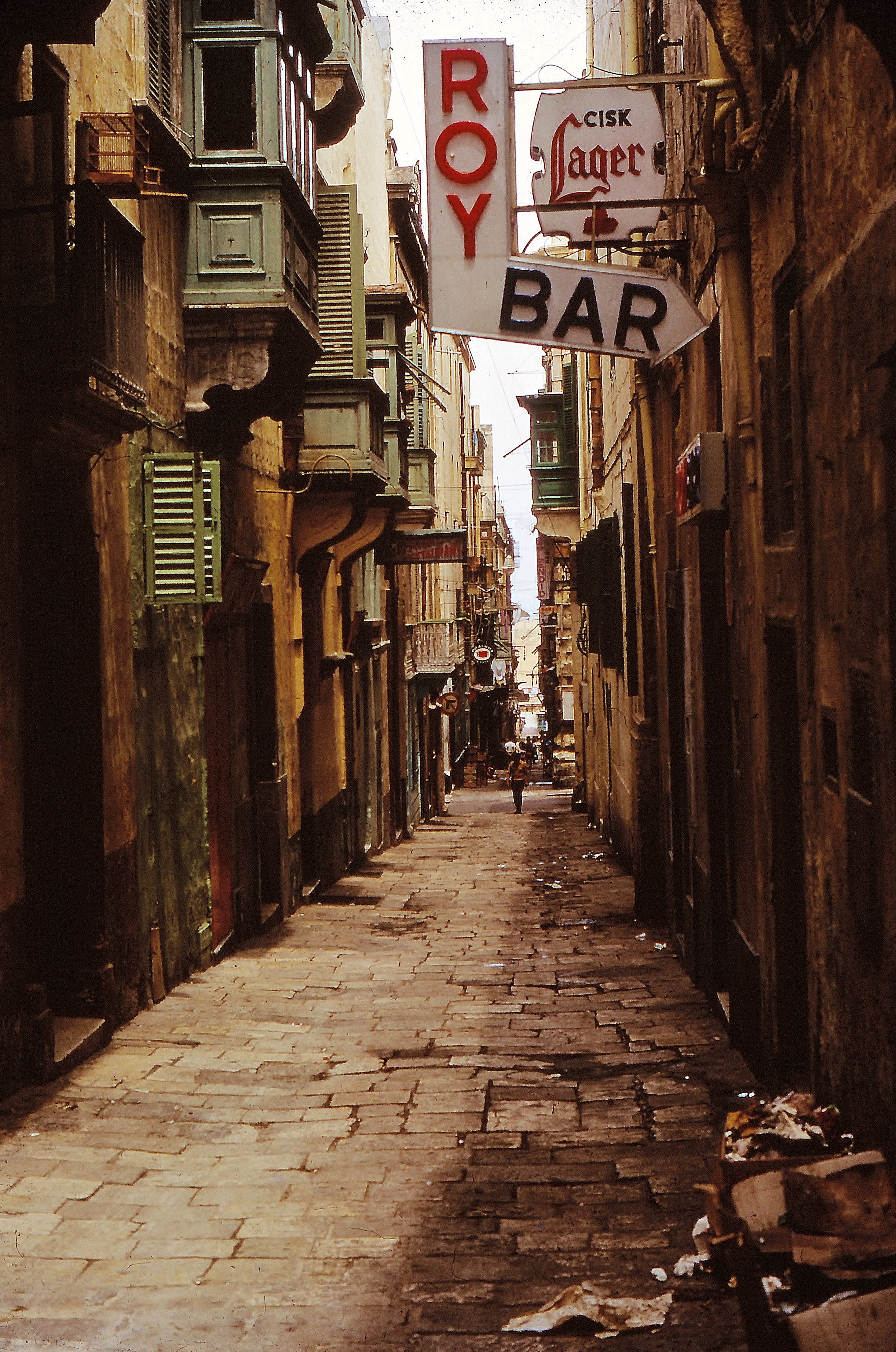
Una mañana temprano en 1967 en la célebre Calle Recta maltesa mostrando sus muchas "gallariji".

## Utilización

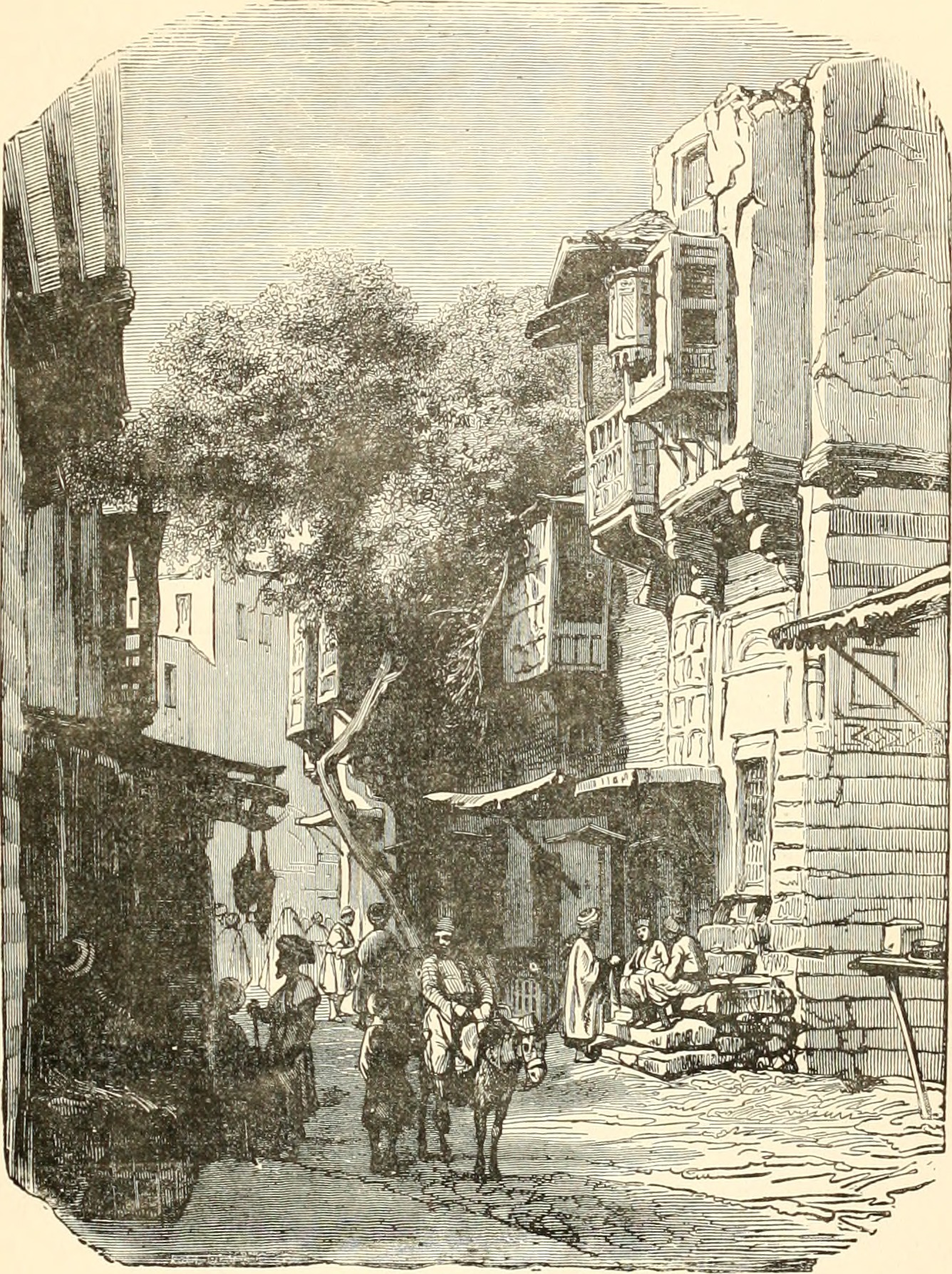
El paisaje urbano de El Cairo mostrando edificios residenciales con mashrabiyas, ilustración de Around the world with Philip Phillips, "the singing pilgrim", 1887.

Uno de los propósitos principales de la mashrabiya es la privacidad, un aspecto esencial de la cultura árabe.: 3, 5–6  Desde la ventana de la mashrabiya, los ocupantes podían obtener una buena vista de la calle sin ser vistos.
La mashrabiya era una parte integral del estilo de vida árabe. Típicamente, las personas no dormían en ninguna habitación asignada; más bien tomaban sus colchones y se mudaban a las partes que ofrecían la mayor comodidad según las estaciones - a la mashrabiya (o shanashil) en invierno, al patio interior en primavera o a los sótanos abovedados en verano.

### Entorno
La pantalla de madera con aberturas daba sombra y protección contra el calor del sol en verano, mientras permitía entrar el aire fresco de la calle. Los diseños de la celosía normalmente tenían aberturas más pequeñas en la parte inferior y aperturas más grandes en las partes más altas, lo que hace un tiro natural rápido arriba y lento abajo. Esto proporciona una cantidad significativa de aire fluyendo en la habitación sin causar incomodidad. Las propiedades del aire acondicionado de la ventana se mejoraban habitualmente colocando varios tarros de agua en el área, dejando que el aire se enfríe al pasar sobre los tarros.
La proyección de la mashrabiya consigue varios propósitos. Permite la entrada de aire por tres lados, incluso si el viento exterior está soplando paralelo a la fachada de la casa; sirve a la calle y a su vez al vecindario, porque una fila de mashrabiyas proporciona refugio de la lluvia o el sol a los transeúntes en la calle. Su sombra en las calles estrechas enfría el aire en la vía y aumenta la presión en comparación con el aire en el sahn, el cual es abierto al sol lo que hace más probable que el aire fluya hacia el patio interior a través de las habitaciones de la casa. La mashrabiya también proporciona protección y sombra a las ventanas de la planta baja que son planas y normalmente sin protección.

### Arquitectura
Uno de los principales beneficios arquitectónicos es la corrección de la huella del terreno. Debido a las calles irregulares y sinuosas, las parcelas de tierra eran también generalmente irregulares, mientras los diseños de las casas son cuadrados y rectángulos regulares. Esto daría lugar a formas irregulares de algunas habitaciones y crearía rincones muertos. La proyección permite corregir las formas de las habitaciones en los pisos superiores, y por tanto, utilizar toda la parcela. También aumenta el espacio utilizable sin aumentar el tamaño de la parcela.
En el lado de calle, además de su ventaja ornamental, las mashrabiyas servían para proporcionar cercado a la calle y una escala humana más fuerte.

## Ortografías alternativas
- Meshrebiya o mushrabiyah.
- Meshrebeeyeh, mashrebeeyeh o mashrebeeyah.
- Mashrabiyya.[24]
- Muxrabija.[25]